# Grand Bouddha d'Emei
Grand Bouddha d'Emei est une statue de 57,6 mètres de haut d'un Bouddha debout qui se trouve en Hsinchu en Taïwan. La construction de la statue a été fini en 2011.  Elle repose sur une base de 15 mètres de haut, conduisant à une hauteur totale de 72,6 mètres du monument. Elle est en 2019 trente et unième plus grande statue au mondeModèle:Rc.